# Parafia św. Brygidy w Red Hill
Parafia św. Brygidy w Red Hill – parafia rzymskokatolicka, należąca do archidiecezji Brisbane.